# Grand Prix der guten Laune
Der Grand Prix der guten Laune wurde im Jahr 2000 einmal durchgeführt. Teilnehmer waren Künstler, die Stimmungslieder darboten.
Ursprünglich war am 11. November 2000 aus Frankfurt am Main eine Live-Sendung des Hessischen Rundfunks innerhalb der ARD vorgesehen, bei der die Zuschauer per TED den Siegertitel bestimmen sollten. Aufgrund aktueller Ereignisse (die Brandkatastrophe in der Kapruner Gletscherbahn) wurde die Sendung jedoch aufgezeichnet und erst am 12. Januar 2001 ausgestrahlt. Frank Zander präsentierte den Wettbewerb.
Anstelle einer TED-Abstimmung entschied das Saalpublikum über den Sieger. Die Wertung wurde bei der Ausstrahlung der Sendung jedoch nicht gezeigt. Die Feldberger erhielten für ihr Lied Mit dem Goggo nach Marokko den Preis der Jury.

## Die Platzierung beim Grand Prix der guten Laune
| 1                 | Michael Heck             | Komm, wir machen das Leben zur Party |                   |                   |                   |
| ?                 | Mickie Krause            | Der Ober bricht                      |                   |                   |                   |
| 3                 | Alpenrebellen            | Feiern ist ein Hammer                |                   |                   |                   |
| 4                 | Jojo’s                   | Kalte Füße                           |                   |                   |                   |
| ?                 | Dj Marco                 | Alpenhandyman                        |                   |                   |                   |
| ?                 | Roy Hammer               | Auf los geht's los                   |                   |                   |                   |
| ?                 | Adam und die Micky’s     | Husch, husch, husch die Bimmelbahn   |                   |                   |                   |
| ?                 | Die Edlseer              | Kein Sand da, Maria                  |                   |                   |                   |
| ?                 | Mainzer Hofsänger        | Lach und sing                        |                   |                   |                   |
| ?                 | Anton feat DJ Ötzi       | Gemma Bier trinken                   |                   |                   |                   |
| ?                 | Schauorchesters Ungelenk | Jodeldideldadel-Song                 |                   |                   |                   |
| ?                 | Gottlieb Wendehals       | Mecklenburg                          |                   |                   |                   |
| ?                 | Die Feldberger           | Mit dem Goggo nach Marokko           |                   |                   |                   |
| ?                 | Die wahren Frisösen      | Nix los in der Hos                   |                   |                   |                   |
| ?                 | Münchner Zwietracht      | Ois isi                              |                   |                   |                   |
| 2                 | Die Himmelsstürmer       | Olala Latino                         |                   |                   |                   |
| Veranstaltungsort | Veranstaltungsort        | Frankfurt am Main                    | Frankfurt am Main | Frankfurt am Main | Frankfurt am Main |